# زعفطان
زُعْفُطَان (الاسم العلمي Hesperophanes) جنس حشرات خاشبة من فصيلة خنافس طويلة القرون. هناك ثمانية أنواع موصوفة في هذا الجنس. يرقاتها تركب وتنخر جميع أنواع الخشب اليابس بما فيه الأخشاب المشغولة المنزلية.